# Bruno Ramaroson Andriantavison
Pour les articles homonymes, voir Ramaroson.
Bruno Ramaroson Andriantavison était le Ministre des Télécommunications, de la Poste et de la Communication du Gouvernement dirigé par le général Charles Rabemananjara, sous la présidence de Marc Ravalomanana.
Il a été nommé à ce poste le 7 décembre 2004, en lieu et place de Mahazaka Clermont Gervais.
- Après être sorti ingénieur en Télécommunications - Traitement du Signal - à Grenoble,
- Il rejoint le Ministère des P.T.T à Madagascar.
- En 1988, la Société Telecom Malagasy S.A est créée, il y est nommé Directeur général
- Le 7 décembre 2004, il est nommé Ministre des Télécommunications, de la Poste et de la Communication du Gouvernement Jacques Sylla
- À la suite du coup d'État perpétré par Andry Rajoelina et les siens, qui ont illicitement pris le pouvoir grâce à l'aide de mutins militaires, Bruno Andriantavison est remplacé par un fidèle d'Andry Rajoelina : Augustin Andriamananoro.